# 井上就兼
井上 就兼（いのうえ なりかね）は、戦国時代の武将。毛利氏の家臣。父は安芸井上氏当主・井上元兼。弟に井上就澄、井上光利。

## 生涯
毛利氏の家臣で安芸井上氏当主である井上元兼の長男として生まれる。名前の「就」の字は毛利元就の偏諱とされる。
安芸井上氏は元々は安芸国の国人であったが、就兼の祖父・光兼の代に毛利弘元に仕えて以後、毛利氏において重要な位置を占める一族となった。その後も安芸井上氏の権勢は増していき、就兼の父・元兼をはじめとして毛利興元の死後30余年に渡って傍若無人な振る舞いをしていたと元就は述べているが、その具体例の一つとして井上就兼の振る舞いを挙げている。
ある時、井上就兼領内の商人が他領の河原者と喧嘩して殺害されてしまう事件が起きた。この事を知った就兼は、毛利隆元領内の「豕田（いのこだ）」という河原者が下手人であると断じ、隆元や元就の許可を受けることもなく多勢で押し寄せて豕田を殺害し、その後も少しも憚ることがなかったという。
安芸井上氏をそのままにしておくことは毛利氏の将来の禍根となると元就は判断。安芸国と備後国の経略が着々と進行し、子の元春と隆景の吉川氏・小早川氏相続問題が概ね解決したことで安芸井上氏粛清の好機であると判断し、隆元に命じて大内氏家臣の小原隆言を通じて、予め大内義隆の内諾を得た上で、密かに安芸井上氏粛清の準備を進めた。
天文19年（1550年）7月12日、井上元有が安芸国竹原において小早川隆景に殺害された事を皮切りに、安芸井上氏の粛清が始まった。就兼は、翌7月13日に元就の呼び出しを受けて吉田郡山城に来たところを、元就の命を受けた桂就延によって殺害された。
就兼の殺害と同時に、福原貞俊と桂元澄が300余騎を率いて井上元兼の屋敷を襲撃。元兼の屋敷は包囲され、屋敷にいた元兼と就澄は防戦したものの力尽きて自害した。さらに、井上元有の子の井上与四郎、元有の弟の井上元重、元重の子の井上就義らはそれぞれ各人の居宅で誅殺されており、最終的に安芸井上氏の一族のうち30余名が粛清されることとなった。
元兼や就兼らの誅殺により、安芸井上氏の本家は元兼の弟・元光が元就の命を受けて同年8月1日に相続した。